# Willem van Bekkum
Willem van Bekkum SVD (ur. 13 marca 1910 w Baarlo, zm. 11 lutego 1998) – holenderski duchowny katolicki, wikariusz apostolski Ruteng w latach 1951–1961, biskup diecezjalny Ruteng w latach 1961–1972, biskup senior Ruteng w latach 1972–1998. 

## Życiorys
Święcenia kapłańskie otrzymał 18 sierpnia 1935 roku w zgromadzeniu misjonarzy werbistów. 
8 marca 1951 roku papież Pius XII mianował go wikariuszem apostolskim wikariatu Ruteng (przekształconego w 1961 roku w diecezję), ze stolicą tytularną Tigias. 13 maja 1951 z rąk biskupa Heinricha Levena przyjął sakrę biskupią. 3 stycznia 1961 roku decyzją papieża Jana XXIII po przekształceniu wikariatu Ruteng w diecezję otrzymał nominację na biskupa diecezjalnego tejże diecezji w Ruteng. 
Brał udział w I, II, III i IV sesji soboru watykańskiego II jako Ojciec Soborowy. 
10 marca 1972 roku papież Paweł VI przyjął jego rezygnację z zajmowanego stanowiska, w wyniku czego bp van Bekkum stał się jednocześnie biskupem seniorem diecezji Ruteng. 
Zmarł 11 lutego 1998 roku.